# Грин Спринг (Кентаки)
Грин Спринг (енгл. Green Spring) град је у америчкој савезној држави Кентаки.

## Демографија
По попису из 2010. године број становника је 715, што је 44 (-5,8%) становника мање него 2000. године.
| Група             | 2000.       | 2010.       |
| Белци             | 703 (92,6%) | 649 (90,8%) |
| Афроамериканци    | 26 (3,4%)   | 37 (5,2%)   |
| Азијати           | 18 (2,4%)   | 12 (1,7%)   |
| Хиспаноамериканци | 6 (0,8%)    | 10 (1,4%)   |
| Укупно            | 759         | 715         |